# Corridor (Film)
Corridor (Originaltitel: Isolerad) ist ein schwedischer Psychothriller aus dem Jahr 2010.

## Handlung
Der Medizinstudent Frank konzentriert sich auf sein Studium und verbringt den Großteil seiner Zeit in seiner Wohnung. Doch als Lotte und Micke in die Wohnung über ihm ziehen, beginnt er, beunruhigende Geräusche durch die Decke zu hören und macht sich Sorgen um Lotte, mit der er sich in der Zwischenzeit angefreundet hat. Er lässt sie bei sich übernachten und fühlt sich von diesem Moment an von ihrem eifersüchtigen und brutalen Freund Micke verfolgt. Er glaubt, in seiner Wohnung nicht mehr sicher zu sein und verliert sich in seiner Paranoia.

## Hintergrundinformationen
Der Film wurde in der schwedischen Großstadt Göteborg gedreht.
Hauptdarsteller Emil Johnsen gewann 2011 den Jean Carment Award als bester Darsteller in Corridor. Ein Jahr zuvor war er auf dem Stockholm Film Festival für den Rising Star Award nominiert, ging aber leer aus.

## Kritiken
„Sicher muss logische Konsistenz nicht das Hauptziel eines Genrefilms sein. Doch wirft einen die mangelnde Nachvollziehbarkeit des Plots immer wieder aus der Kurve, dann steigt man als Zuschauer irgendwann gar nicht mehr ein. Dass Corridor einen deutschen Verleih gefunden hat, hängt sicherlich mehr mit dem Erfolg jüngerer schwedischer Produktionen zusammen als mit der Qualität des Films.“